# 경 (하나라)

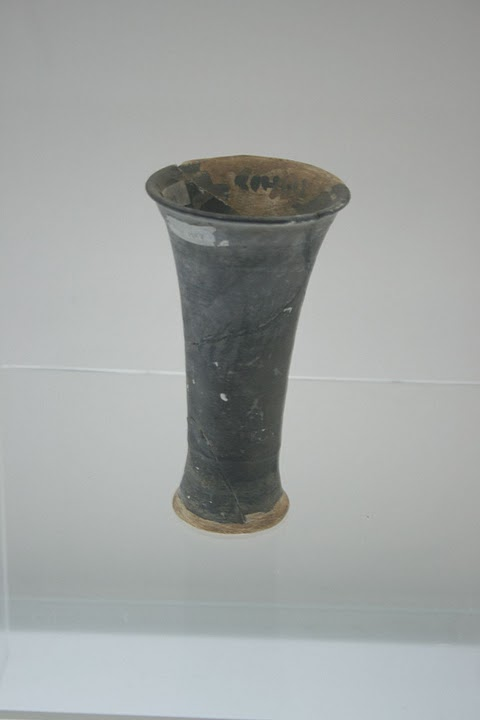

경(扃)은 하나라 12대 군주이다. 설의 차남이자 불강의 아우, 근의 아버지이다.
서하(西河)를 도읍으로 삼았다. 즉위 후에 하늘에서 요염한 빛이 10일간 나왔다고 한다.